# Rachael Morrison
Pour les articles homonymes, voir Morrison.
Rachael Morrison, née le 2 juillet 1987 à Royal Oak (Michigan), est une athlète handisport américaine spécialiste du lancer du disque dans la catégorie F52. Elle est championne paralympique lors des Jeux de 2016.

## Carrière
En 2012, elle se retrouve paralysée par une maladie rare qui endommage sa colonne vertébrale appelée la myélite transverse. Après s'être essayée au basket-ball en fauteuil roulant puis au rugby-fauteuil, elle se tourne vers l'athlétisme handisport en 2014. Lors de sa participation aux Championnats des États-Unis handisport cette année-là, un mois après ses débuts en handisport, elle bat de 3 m l'ancien record du monde du lancer du marteau F52, vieux de 13 ans. L’année suivante, elle améliore une nouvelle fois son record avec un jet à 12,86 m puis, en juin 2016, elle passe la barre des 13 m avec un lancer à 13,56 m.
Lors de sa première participation aux Jeux paralympiques en 2016, elle remporte la médaille d'or lors du lancer du disque F52 en battant son propre record du monde avec une marque à 13 m 09, 24 cm plus loin que son précédent record du monde établi aux Championnats du monde d'athlétisme handisport 2015 à Doha (18,85 m),.
L'année suivante, elle termine respectivement 2e et 3e du lancer du disque et du lancer de massue aux Championnats du monde handisport 2017 à Londres. Quelques semaines auparavant, au Arizona Grand Prix, elle améliore le record du monde de Jo Butterfield de 36 cm avec un jet à 23,17 m.

## Vie privée
Elle fait ses études à l'Université d'Oakland et a joué du violoncelle en haut niveau pendant 13 ans avant de devoir abandonner à cause de sa maladie.
Pendant son temps libre, elle est bénévole pour les Shriners Hospitals for Children (en).